# 오오카촌 (미야기현)
오오카촌(大岡村)은 1954년까지 미야기현 구리하라군 북동부에 위치했던  촌이다. 현재의 구리하라시에 해당한다.

## 연혁
- 1889년 4월 1일 - 정촌제 시행과 함께 구리하라군 오오카촌이 성립하였다.
- 1954년 12월 1일 - 쓰키다테정, 아리가촌. 하타오카촌과 합병해 새로운 쓰키다테정이 되었다.

## 교통

### 철도
- 구리하라 철도